# Allée du Mail
L'allée du Mail est une voie de circulation des jardins de Versailles, en France.

## Description
L'allée du Mail longe sur environ 1 000 m la Pièce d'eau des Suisses sur son côté ouest et rejoint au sud l'allée du Potager qui longe la Pièce d'eau des Suisses sur le côté est. Elle débouche au nord sur la Route de Saint-Cyr.
L'origine du nom se réfère au Jeu de mail, qui est un maillet de bois à long manche flexible avec lequel on pousse une boule de bois. L'allée du Mail est l'allée où l'on jouait au mail autrefois.